# Tutti i Vermeer a New York
Tutti i Vermeer a New York (All the Vermeers in New York) è un film statunitense del 1990, diretto da Jon Jost. Vinse il Caligari Film Award alla Berlinale del 1991.